# Sarudy György
Sarudy György (Cselej, 1866. november 29. – Pápa, 1934. július 17.) református főgimnáziumi tanár. Sarudy Ottó testvére.

## Élete
Sarudy János és Szenczy Ida földbirtokos szülők fia. 1876-ban atyja elhalván, nagybátyja Szenczy Ödön vette magához; Székesfehérvárt a ciszterciták gimnáziumát járta végig 1876-tól 1884-ig. 1885. szeptemberben beiratkozott a budapesti egyetemre, azonban anyagi viszonyai miatt közben nevelősködött és ezzel tartotta fenn magát. 1888-ban Sopronba került tanárnak a Csöndes-féle intézetbe. 1890-ben mint rendkívüli hallgató ismét a budapesti egyetemet látogatta; 1891-től 1893-ig helyettes tanár volt Debrecenben, 1893-94-ben Rimaszombatban. 1892-ben tett szakvizsgát a klasszika-filológiából, 1894-ben pedagógiából. 1895-ben rendes tanárnak választották meg Nagyszalontára, 1895-ben pedig Pápára, ahol szeptember 12-én tartotta székfoglalóját. Élénk munkásságot fejtett ki a Jókai Körben és a Petőfi Körben. Neje Dobay Jolán volt.
A klasszika-filológia mellett Rákóczi Ferenc korával is foglalkozott. A fejedelem hatkötetnyi emlékiratait franciából magyarra fordította. A magyar helységnevek eredetét is kutatta.
Cikkei a budapesti Egyetemi Lapokban (1890-91. A nevelősködésről); a Szalontai Lapokban (1894-95. fordítások Khristopulosból stb.); a pápai Jókai-kör Évkönyvében (1898. Kőmíves Kelemenné); az Irodalomtörténeti Közleményekben (1899. Kőmíves Kelemenné mondája, 1905. Újabb adatok Kőmíves Kelemenné mondájához); a Pápai Lapokban (1901. Egy úttörő magyar zenetudós: Bartalus István).

## Munkái
- Horatius methodiájának tervezete. Pápa, 1897. (Székfoglaló. Különnyom. a pápai főgymnasium Értesítőjéből.)
- Görög lyrai Anthologia középiskolák számára. Budapest, 1902. (Jeles Irók Iskolai Tára LXXIV.)
- Alkman női kardala. Uo. 1902.